# Grzegorz Olchowik
Grzegorz Olchowik (* 20. April 1965) ist ein polnischer Badmintonspieler. 

## Karriere
Grzegorz Olchowik war einer der erfolgreichsten polnischen Badmintonspieler in den 1980er Jahren. National gewann er zahlreiche Medaillen bei den polnischen Titelkämpfen, international nahm er an den Badminton-Weltmeisterschaften 1989 und 1993 teil.

## Sportliche Erfolge
| Saison    | Veranstaltung                                          | Disziplin    | Platz | Name                                                      |
| --------- | ------------------------------------------------------ | ------------ | ----- | --------------------------------------------------------- |
| 1982      | Polnische Einzelmeisterschaften                        | Mixed        | 3     | Grzegorz Olchowik / Bożena Siemieniec (Technik Głubczyce) |
| 1982      | Polnische Meisterschaften der Junioren                 | Herrendoppel | 1     | Jerzy Dołhan / Grzegorz Olchowik                          |
| 1982      | Polnische Einzelmeisterschaften                        | Herrendoppel | 2     | Jerzy Dołhan / Grzegorz Olchowik (Technik Głubczyce)      |
| 1983      | Polnische Meisterschaften der Junioren                 | Mixed        | 1     | Grzegorz Olchowik / Zofia Żółtańska                       |
| 1983      | Polnische Einzelmeisterschaften                        | Herrendoppel | 1     | Jerzy Dołhan / Grzegorz Olchowik (Technik Głubczyce)      |
| 1983      | Polnische Meisterschaften der Junioren                 | Herrendoppel | 1     | Jerzy Dolhan / Grzegorz Olchowik                          |
| 1983      | Polnische Einzelmeisterschaften                        | Mixed        | 2     | Grzegorz Olchowik / Zofia Żółtańska (Technik Głubczyce)   |
| 1983      | Polnische Einzelmeisterschaften                        | Herreneinzel | 3     | Grzegorz Olchowik (Technik Głubczyce)                     |
| 1983/1984 | DDR: Internationales Werner-Seelenbinder-Gedenkturnier | Herrendoppel | 3     | Jerzy Dolhan / Grzegorz Olchowik (Polen)                  |
| 1984      | Polnische Einzelmeisterschaften                        | Herreneinzel | 3     | Grzegorz Olchowik (Technik Głubczyce)                     |
| 1984      | Polnische Einzelmeisterschaften                        | Mixed        | 3     | Grzegorz Olchowik / Zofia Żółtańska (Technik Głubczyce)   |
| 1984      | Polnische Einzelmeisterschaften                        | Herrendoppel | 1     | Jerzy Dołhan / Grzegorz Olchowik (Technik Głubczyce)      |
| 1985      | Polnische Einzelmeisterschaften                        | Herrendoppel | 1     | Jerzy Dołhan / Grzegorz Olchowik (Technik Głubczyce)      |
| 1985      | Polnische Einzelmeisterschaften                        | Mixed        | 4     | Grzegorz Olchowik / Bożena Siemieniec (Technik Głubczyce) |
| 1985      | Polnische Einzelmeisterschaften                        | Herreneinzel | 1     | Grzegorz Olchowik (Technik Głubczyce)                     |
| 1985      | Polnische Einzelmeisterschaften                        | Mixed        | 4     | Grzegorz Olchowik / Bożena Siemieniec (Technik Głubczyce) |
| 1985/1986 | DDR: Internationales Werner-Seelenbinder-Gedenkturnier | Herrendoppel | 1     | Jerzy Dolhan / Grzegorz Olchowik                          |
| 1986      | Polnische Einzelmeisterschaften                        | Herreneinzel | 1     | Grzegorz Olchowik (Technik Głubczyce)                     |
| 1986      | Polnische Einzelmeisterschaften                        | Herrendoppel | 1     | Jerzy Dołhan / Grzegorz Olchowik (Technik Głubczyce)      |
| 1986      | Polnische Einzelmeisterschaften                        | Mixed        | 2     | Grzegorz Olchowik / Zofia Żółtańska (Technik Głubczyce)   |
| 1987      | Hungarian International                                | Herrendoppel | 1     | Jerzy Dołhan / Grzegorz Olchowik                          |
| 1987      | Polnische Einzelmeisterschaften                        | Herreneinzel | 2     | Grzegorz Olchowik (Technik Głubczyce)                     |
| 1987      | Polnische Einzelmeisterschaften                        | Herrendoppel | 1     | Jerzy Dołhan / Grzegorz Olchowik (Technik Głubczyce)      |
| 1988      | Polnische Einzelmeisterschaften                        | Herrendoppel | 1     | Jerzy Dołhan / Grzegorz Olchowik (Technik Głubczyce)      |
| 1988      | Polnische Einzelmeisterschaften                        | Herreneinzel | 2     | Grzegorz Olchowik (Technik Głubczyce)                     |
| 1989      | Polnische Einzelmeisterschaften                        | Herrendoppel | 2     | Marek Bujak / Grzegorz Olchowik (Technik Głubczyce)       |
| 1989      | Polnische Einzelmeisterschaften                        | Mixed        | 2     | Grzegorz Olchowik / Marzena Masiuk (Technik Głubczyce)    |
| 1989      | Polnische Einzelmeisterschaften                        | Herreneinzel | 3     | Grzegorz Olchowik (Technik Głubczyce)                     |
| 1989      | Czechoslovakian International                          | Herrendoppel | 3     | Grzegorz Olchowik / Czerwieniec                           |